# Пасхальное перемирие между Россией и Украиной (2025)
Пасхальное перемирие между Россией и Украиной — объявление Владимиром Путиным об одностороннем временном прекращении боевых действий между Россией и Украиной. Владимир Путин заявил о перемирии, которое вступило в силу 19 апреля 2025 года в 18:00 по МСК (также и по Киевскому времени). Перемирие закончилось 21 апреля 2025 года в 00:00 по МСК.

## Хронология событий

### 19 апреля
Глава Генштаба РФ Валерий Герасимов отдал приказ прекратить боевые действия. 
Президент Украины Владимир Зеленский сначала сразу же отвёрг предложение, описав его в своих социальных сетях, как об «очередной попытке Путина поиграть с жизнями людей». «Сейчас по территории Украины распространяется воздушная тревога. В 17:15 в нашем небе зафиксированы российские ударные дроны», — написал Зеленский в своём Телеграм-канале. «„Шахеды“ в нашем небе — это настоящее отношение Путина к Пасхе и к жизням людей», — подчеркнул украинский лидер. 
Глава МИД Украины Андрей Сибига, в свою очередь, указал, что заявлениям Путина, по его мнению, не стоит верить. Он также напомнил, что Украина приняла предложение США о прекращении на месяц ударов по энергетической инфраструктуре, которое Россия, подчеркнул он, не выполняет. «Россия в любой момент может согласиться на предложение о полном и безусловном прекращении огня сроком на 30 суток», — написал Сибига в соцсети X (ранее Twitter). 
Примерно в 18:00 по Киевскому времени Русская служба Би-би-си сообщила о том, что ВСУ получили приказ прекратить огонь. Владимир Зеленский написал в своём Телеграм-канале об этом: «Если Россия внезапно готова действительно приобщиться к формату полной и безусловной тишины, Украина будет действовать зеркально — так, как будет с российской стороны. Тишина в ответ на тишину, удары в ответ на удары. Если полная тишина действительно воцарится, Украина предлагает продлить её и по окончании пасхальных суток 20 апреля. Это покажет истинные намерения России, потому что 30 часов достаточно для заголовков, но не для настоящих мер укрепления доверия. Тридцать дней могут дать миру шанс». Владимир Зеленский предложил продлить перемирие на 30 дней после Пасхи. Пока, согласно докладу главкома ВСУ Александра Сырского, на некоторых участках фронта продолжаются российские штурмовые действия и не стихает российская артиллерия. 
«Поэтому доверия словам из Москвы нет. Мы слишком хорошо знаем, как Москва манипулирует, и всегда готовы ко всему. Силы обороны Украины будут действовать рационально, зеркально отвечая. На каждый российский удар будет достаточный ответ», — подчеркнул Владимир Зеленский.
Старший украинский военный офицер сообщил Би-би-си, что его подразделение и другие получили приказ прекратить стрельбу по российским позициям через несколько минут после того, как Владимир Путин объявил о прекращении огня на Пасху. По словам этого офицера, подразделениям было приказано записывать фото- и видео доказательства нарушений перемирия и при необходимости стрелять в ответ. Офицер сказал Би-би-си, что объявление «застало всех врасплох» и что, хотя большинство хотело прекращения огня, на передовой все ещё существует путаница относительно того, что это повлечёт за собой.
Пресс-секретарь Еврокомиссии (ЕК) Анитта Хиппер с осторожностью высказалась по поводу объявленного президентом РФ Владимиром Путиным пасхального перемирия, Москва могла остановить войну немедленно, если бы она этого хотела, передаёт Reuters.
«У России есть послужной список агрессора, так что сначала нам нужно увидеть реальное прекращение агрессии и явные дела ради длительного прекращения огня», — заявила Анитта Хиппер, главный представитель Европейской комиссии по иностранным делам и безопасности.
Она добавила, что прошло уже более месяца с тех пор, как Украина согласилась на безоговорочное прекращение огня, и подчеркнула, что «РФ могла бы остановить военные действия в любой момент, если бы действительно этого захотела… Мы продолжаем поддерживать Украину в стремлении к длительному, справедливому и всеобъемлющему миру».
Владимир Сальдо в своём Telegram-канале сообщил о нарушении Украиной перемирия: «Сегодня, в Пасхальную ночь, когда миллионы людей молятся о мире, украинская сторона нарушает перемирие, объявленное президентом Владимиром Владимировичем Путиным».

### 20 апреля
Ночью 20 апреля президент Украины Владимир Зеленский опубликовал в своём Telegram-канале доклад главнокомандующего украинской армии. Как говорится в сообщении, на территории Курской и Белгородской областей пасхальное перемирие не распространилось. Боевые действия продолжаются. На части направлений на фронте продолжает звучать российская артиллерия. Применяются российские дроны. На части направлений ситуация тише. 
Министерство иностранных дел Великобритании призвало Россию к полному прекращению огня на Украине после объявления пасхального перемирия. Представитель МИД Великобритании подчеркнул, что Украина «взяла на себя обязательства по полному прекращению огня», и призвал Россию «сделать то же самое». Он отметил, что пауза позволит провести переговоры о справедливом и прочном мире. «Настал момент для Путина показать, что он серьезно относится к миру, прекратив своё ужасное вторжение», — заявили в ведомстве
Официальный представитель генерального секретаря ООН Стефан Дюжаррик выразил надежду на установление «всеобъемлющего и долгосрочного мира». Вечером пресс-секретарь президента РФ Дмитрий Песков сообщил, что Владимир Путин не давал команды по продлению перемирия.

#### Обвинения сторонами друг друга в нарушении перемирия
Утром 20 апреля президент Украины Владимир Зеленский заявил о том, что ВС РФ, несмотря на объявленное вечером перемирие, продолжают попытки продвигаться на отдельных участках фронта, а также наносить артиллерийские удары и использовать FPV-дроны. 
21 апреля 2025 года Владимир Зеленский заявил, что в течение 1,5 дней было зафиксировано 2935 фактов нарушения перемирия со стороны ВС РФ. Министерство обороны РФ заявило, что украинские военные нарушили перемирие 4900 раз. Тем не менее обе стороны признали, что со стороны противника интенсивность ведения боевых действий снизилась.